# Костас Исакидис
Костас Исакидис е български футболист роден през 1955. Играл е за Славия София, Арис Солун и Ню Йорк Ароус. Има 5 мача за националния отбор на България.